# Benjamin Constant (Amazonas)
Pour les articles homonymes, voir Constant et Benjamin Constant (homonymie).
Benjamin Constant est un municipio brésilien de l'État d'Amazonas situé dans la micro-région du Haut Solimões et dans la mésorégion du Sud-Ouest de l'Amazonas. Cette localité est située sur le Rio Solimões, une partie du fleuve Amazone, au confluent du Rio Javari et à proximité du tripoint marquant la frontière avec la Colombie et avec le Pérou.

## Histoire
Il existait sur le territoire actuel de Benjamin Constant une communauté d'Amérindiens Ticuna fondée par les Jésuites vers 1750, mais le municipio de Benjamin Constant ne fut fondé qu'en 1898.
Le nom de ce municipio fut choisi par le général Cândido Mariano Rondon, qui dirigeait la commission mixte de Leticia, en hommage au général Benjamin Constant Botelho de Magalhães, à l'origine du mouvement du 15 novembre 1889 qui proclama la République. Lui-même tenait son prénom du penseur, écrivain et homme politique français d'origine suisse Benjamin Constant.

## Personnalités
- Wanda Hanke (1893-1958), ethnologue autrichienne, est morte à Benjamin Constant.